# アオイゼミ
アオイゼミとは、東京都千代田区に本社を置く株式会社葵（あおい、Aoi Co., Ltd.）が運営する中高生向けインターネット学習塾である。2017年11月30日付でZ会が全株式を取得し、完全子会社化された。2022年3月11日をもってサービス終了された。

## 概要
2012年設立。アオイゼミの公式サイトを運営し、中学生及び高校生向けにライブ映像配信サービスの提供を行う。起業の経緯は、創業者である石井貴基が前職のフィナンシャル・プランナーで塾費用の相談を受けたため。

## アオイゼミ
2012年6月より、サービス提供開始。毎週月曜日～金曜日の夜間、ライブで各教科の講師陣が授業を行っていた。現在はライブ配信授業は廃止。ライブ授業の受講そのものは無料であったが、有料会員になることで、テキストダウンロード等の機能が利用可能となった。なお、現在有料会員のみ個別質問、テキストダウンロード、授業動画が自由に視聴できるだけでなく、実践クラス・実践編の授業動画も視聴できる仕様に変わった。
2020年度までは、ライブで授業内でコメント欄で生徒同士が問題を共有したり、講師に質問を投げかけることで、講師が生徒の状況を把握したり、質問にライブで回答するシステムだった。また、授業の視聴専用アプリが、App Store及びGoogle Play上で公開されている。
2013年（平成25年）、ライブ授業の総受講数が50万人を超えた。
2014年（平成26年）、新規に高校生向けのサービスの提供を開始した。。
同年8月、武蔵野大学と共同で特別講義を実施。「“自分”とは誰なのかアイデンティティの社会学入門」と題し、武蔵野大学の教授を講師として実施した。
同年11月、ライブ授業の総受講数が160万を超えた。
2015年（平成27年）3月、中3生最難関公立高校志願者向けのクラス、「サクラス（SACLASS）」を開講。入塾テストで選抜を行う。合格者は、より特化した授業を受講することとなる。
同年5月、明治大学と合同でインターネット説明会を実施。
中学講座の国語は羽場雅希、数学は千島大輝、英語は福田航平（一部しかまだ公開されていなく、その後の授業動画は1/24現在公開されていない）、理科は山﨑翔平、社会は河原数馬が主に担当している。
受験講座は国語、理科、社会は授業が無く、数学はスタンダードを山﨑翔平 ハイレベルを高橋佳佑、英語はスタンダードを石井亜美 ハイレベルを蒔田康揮が担当している。
高校講座の国語は羽場雅希、数学は山崎慎太郎、英語は日永田伸一郎が主に担当している。
受験講座の国語は光武克、数学は山﨑翔平、住吉千波、松井伸容、高橋佳佑、英語は寺島よしきが担当している。

中学講座は授業動画が更新されているが、高校講座は2020年度までの授業動画のみ視聴できる形仕様になっている。

## 沿革
- 2012年（平成24年） - 株式会社葵設立。アオイゼミ公式サイトの開設。同サイト上で、中学生対象のライブ授業の配信を開始。同年、ニコニコ生放送より公式チャンネルに認定、ニコニコ生放送でのライブ配信も開始。ライブ授業の総受講者50万人を超えた。
- 2014年（平成26年） - 高校生対象のライブ配信を開始。ライブ授業の総受講者160万人を超えた。
- 2015年（平成27年） - 中3生最難関公立高校志望者対象のライブ配信サービス「サクラス(SACLASS)」を開始。
- 2021年（令和3年）-ライブ配信授業が全科目廃止されたかわりに、月曜日と金曜日に新しくスタッフが生配信するホームルーム(HR)が開始。実践クラス・実践編の授業動画は有料会員のみ視聴できる仕様に変更。ただし、長期休みの期間（夏、冬など）は、期間限定で無料会員の方でも一部の視聴が可能になる。
- 2022年  （令和4年）1/17　サービス終了のお知らせ。
- 同年　 1/31　ライブホームルームの終了
- 同年　 2/7　アオイゼミ☆トークセッションの開始（ライブホームルームの代わり）
- 同年　 3/11 12:00　サービスの完全終了,閲覧ができなくなった。